# خساره
خساره یک منطقهٔ مسکونی در ایران است که در دهستان درام واقع شده است. خساره ۷۸ نفر جمعیت دارد.
جمعیت این روستا حدوداً یک قرن پیش ابتدا در منطقه شانواره ساکن که در شمال این روستا قرار دارد ساکن بوده‌اند، که با مهاجرت غیره منتظره مارهای سمی به این منطقه ناچار به نقل مکان به خساره شده‌اند.
در حال حاضر نیز قبرهایی در منطقه شانواره موجود است که نشان دهنده گذشته مسکونی دوره این منطقه است.
درتاریخ دور این روستا نقل شده است که، در منطقه کله چپیشه این روستا تعدادی خانوار به تعداد انگشتان دست ساکن بوده‌اند و تعدادی نیز در منطقه سجنبی، بر اساس نقل قول‌های موجود و به دلایل نامعوم بخشی از جمعیت روستا حدود ۱۵۰ سال گذشته به شاندرمن ماسال مهاجرت کرده‌اند.
بر اساس تحقیقات صورت گرفته روستای دران(DERAN) شاندرمن ماسال از نواندگان ساکنین خساره هستند.
که اغلب با پسوند خساره زاد یا خساره چپه هستند.
همچنین اهالی این روستا طبق نقل قولها با ساکنین روستای شال از یک طایفه (حسن شال) هستند که حدود ۲۵۰ سال قبل به روستای خساره مهاجرت کرده‌اند، طی این مهاجرت به دو گروه اصلی از امان‌الله و غفار تقسیم شده‌اند که طایفه شُکری، غفاری، جلیلی را تشکیل داده‌اند. با گذشت زمان مهاجرتهایی از روستاهای اطراف به خساره شامل تیل، جعفرآباد زاویه، نودل وچنارلق موجب تشکیل جمعیت این روستا شده است که ساکنین قدیمی این روستا به طایفه‌های احمدی، غفاری، شکری، بهرامی، مولائی، عزیزی می‌باشد.
این روستا در نقطه انتهایی طارم و در نزدیک مرز گیلان است. درگذشته دور ساکنین این روستا با تهاتر کالا در ماسال و ماسوله گذران زندگی می‌کرده‌اند، طی این رفت آمدها ارتباطات و پیوندهایی مابین اهالی انجام شده که طی گذشت زمان به فراموشی سپرده شده.
راه ارتباطیی نیز به ماسوله دارد که به ترتیب برای رسیدن به ماسوله باید از روستاهای قشلاق خساره، جعفرآباد زاویه، قشلاق تیل، دیز و شال، طهارم دشت، علی‌آباد ،ماجلان و جلال‌آباد عبور کرد تا به ماسوله رسید.
منطقه باغی بانه متعلق به این روستا می‌باشد که دارای باغ‌های زیتون، انار، هلو، شلیل، انواع سیب، آلبالو، زردآلو، قطره طلا، شاه توت و… است، که در کنار باغداری مشغول زنبورداری نیز هستند.
رودخانه قزل اوزن از پای تمامی این باغها عبور می‌کند که این منطقه را به منطقه گردشگری تبدیل کرده است.
موقعیت منطقه باغی بانه نرسیده به روستای پاوه رود می‌باشد.